# Theodor Wiegand
Theodor Wiegand (Bendorf, 30 ottobre 1864 – Berlino, 19 dicembre 1936) è stato un archeologo tedesco.

## Biografia
Wiegand nacque a Bendorf, nella Prussia renana. Studiò alle università di Monaco, Berlino e Friburgo. Nel 1894 lavorò con Wilhelm Dörpfeld allo scavo dell'Acropoli ateniese. Dal 1895 al 1899 scavò l'antica città greca di Priene e dal 1899 al 1911 lavorò a Mileto. Partecipò agli scavi del santuario di Didima (1905-11) e di Samo (1910-11). A Pergamo scoprì, nel 1927, gli arsenali del castello presso l'acropoli. Terminò gli scavi a Baalbek in Libano e pubblicò i risultati.
Dal 1899 al 1911 lavorò per i musei di Berlino come direttore straniero a Costantinopoli, la capitale dell'Impero ottomano, e fu l'addetto scientifico dell'Ambasciata tedesca. Dal 1912 al 1930 lavorò come direttore del dipartimento di antichità nei musei di Berlino, quando venne costruito il museo di Pergamon per l'architettura antica. Nel 1914 esplorò Shivta.

## Opere
- Priene: ergebnisse er ausgrabungen und untersuchungen in den jahren 1895-1898, (con Hans Schrader), Royal Museums of Berlin, 1904.
- Milet : Ergebnisse der Ausgrabungen und Untersuchungen seit dem Jahre 1899,  German Archaeological Institute. Staatliche Museen zu Berlin, 1906.
- Baalbek : Ergebnisse der Ausgrabungen und Untersuchungen in den Jahren 1898 bis 1905, (editore).
- Alte Denkma¨ler aus Syrien, Pala¨stina und Westarabien; 100 Tafeln mit beschreibendem Text, vero¨ffentlicht auf Befehl von Ahmed Djemal Pascha, 1918.
- Sinai (con Friedrich Freiherr Kress von Kressenstein, ecc), 1920.[1]
- Bericht über die Ausgrabungen in Pergamon 1927, Berlin : Verlag der Akademie der Wissenschaften, in Kommission bei W. de Gruyter, 1928.
- Zweiter Bericht über die Ausgrabungen in Pergamon 1928-32.
- Der Entdecker von Pergamon, Carl Humann, ein Lebensbild, Berlin, G. Grote (con Carl Schuchhardt), 1931.[2]